# Дом у реки
«Дом у реки» (англ. House by the River) — американский кинофильм режиссёра Фрица Ланга, вышедший на экраны в 1950 году. Картина сочетает элементы готического криминального романа и фильма нуар.

## Сюжет
Действие картины происходит в 1890-е годы. В саду своего богатого викторианского дома на берегу выходящей из берегов реки неудачливый романист Стивен Бирн (Луис Хейуорд) работает над новой книгой, его жены Марджори (Джейн Уайетт) нет дома. Привлекательная служанка Эмили Гонт (Дороти Патрик) с согласия Стивена принимает ванну на втором этаже, после чего надевает халат и спускается вниз по тёмной лестнице. Неожиданно из темноты выскакивает Стивен и начинает целовать Эмили. Она кричит, и Стивен из опасения, что соседка миссис Эмброуз (Энн Шумейкер) может их услышать, хватает Эмили за горло, чтобы заставить её замолчать, но в итоге душит её.
Вскоре в доме появляется Джон (Ли Боуман), страдающий хромотой добропорядочный и успешный брат Стивена, который руководит собственной аудиторской фирмой. Он резко критикует Стивена за его пристрастие к алкоголю и праздному образу жизни. Когда он узнает о том, что брат задушил служанку, Джон собирается немедленно сообщить об этом в полицию, однако поддаётся мольбам брата и соглашается помочь ему избавиться от тела. Они запаковывают труп в мешок для дров, отвозят его на лодке на середину реки и топят его.
Тем же вечером на вечеринке, которую устраивает светская дама миссис Уиттакер, Джон с отвращением наблюдает, как Стивен развлекает публику веселой пьяной болтовней. К тому времени, как Стивен и Марджори возвращаются с вечеринки, их экономка миссис Бич (Сара Пэдден) уже заявила в полицию об исчезновении Эмили. Чтобы сбить расследование с толку, Стивен прячет пару серёжек Марджори, которая вскоре заявляет об их пропаже. Экономка Джона миссис Бэнтем (Джоди Джилберт) пересказывает ему распространившийся по городу слух, что Эмили украла серёжки хозяйки и сбежала с ними из города. В городе Джон видит на витрине книжного магазина новый роман Стивена «Ночной смех», для рекламы которого Стивен намерено использовал «жёлтую» газетную статью об исчезновении Эмили, разрешив репортёрам опубликовать в статье своё имя и фотографию. Через некоторое время миссис Бэнтем звонит Джону на работу и просит забрать у Стивена мешок для дров, который он ему одолжил. Понимая, что имеется в виду тот самый мешок, в который они упаковали тело Эмили, Джон вынужден кое-как выкручиваться. Тогда миссис Бэнтем говорит Джону, что перед тем, как он отдал мешок Джону, она нанесла на него его имя.
Через какое-то время миссис Эмброуз замечает плывущий по реке мешок, и Стивен лихорадочно прыгает в лодку и мчится за ним в погоню. Мешок уплывает, однако, на следующий день, когда инспектор полиции Сартен приходит к нему в дом с мешком в руках, Стивен заявляет, что мешок был украден из его сарая.
Начинается судебное разбирательство. Марджори заявляет, что одновременно с исчезновением Эмили пропала пара её серёжек. Следующий свидетель, экономка миссис Бэнтем, свидетельствует, что после исчезновения Эмили Джон стал таким несдержанным, что она была вынуждена уволиться. Марджори, которая не любит Стивена и всё более проникается симпатией к Джону, опасается, что под гнетом скапливающихся против него улик он может покончить жизнь самоубийством, и она просит Стивена поговорить с братом. Во время обеда на реке Стивен говорит Джону, что слава об убийстве Эмили сделала его роман бестселлером. Боясь, что брат откроет их тайну и помещает его дальнейшей писательской славе, Стивен бьёт Джона куском тяжелой цепи, а затем сбрасывает его бессознательное тело в реку и возвращается домой для работы над книгой «Смерть в реке».
Когда Стивен холодно говорит жене, что он не смог предотвратить самоубийство Джона, она понимает, что и её жизнь находится в опасности. В тот момент, когда Стивен начинает душить Марджори, в коридоре неожиданно появляется раненный Джон. Стивен в панике убегает вверх по лестнице, где, как ему кажется, видит призрак убитой им Эмили. Стивеном овладевает такой ужас, что он запутывается в тяжелой занавеске, падает вниз со второго этажа и разбивается.

## В ролях
- Луис Хейуорд — Стивен Бирн
- Джейн Уайетт — Марджори Бирн
- Ли Боуман — Джон Бирн
- Дороти Патрик — Эмили Гонт
- Энн Шумейкер — миссис Эмброуз
- Джоди Гилберт — Флора Бэнтэм
- Питер Брокко — Гарри, коронер
- Сара Падден — миссис Бич

## Реакция критики
Журнал Variety написал о фильме: «„Дом на реке“ — это спокойная детективная история, которой не хватает достаточных сюжетных поворотов и напряжённости. Поставленный по роману А. П. Херберта, фильм уходит от традиционного вопроса „кто-это-сделал“, поскольку зрители знают убийцу с самого начала. Последующий материал в большей степени ориентирован на исследование характеров трех главных героев. Основные события разворачиваются в мрачной усадьбе и в зале суда. Нить повествования раскручивается вокруг неудачливого писателя, который душит служанку, когда она отбивается от его приставаний. Его брат, бухгалтер, видя, что совершено убийство, тем не менее каким-то образом поддается на уговоры брата помочь избавиться от тела. Сочная роль писателя даёт в полной мере проявить себя Луису Хейуорду, и он играет её с таким смаком, что часто переигрывает».
Журнал TimeOut написал о фильме: «Одна из смертельных конструкций Фрица Ланга: чересчур искусственная историческая мелодрама о писателе (Хейуорд), который душит служанку своей жены и вовлекает в преступление своего брата (Боуман). Это унылый и мрачный фильм, в котором психологические течения как будто переполняют берега, топя любой плавающий остаток разума в извращённом тевтонском романтизме».